# Schmähgedicht
Das Wort Schmähgedicht wurde 2017 zusammen mit etwa 5000 weiteren Wörtern in den Duden aufgenommen. Es beschreibt ein Gedicht, das andere herabsetzt und verächtlicht macht.

## Linguistik
Ein Schmähgedicht (IPA: [ˈʃmɛːɡəˌdɪçt]), Plural: Schmäh·ge·dich·te, beschreibt in der Literatur ein Gedicht, das bewusst verhöhnt, verletzt und verspottet. Das Wort ist ein Determinativkompositum aus dem Stamm des Verbs schmähen und dem Substantiv Gedicht. Antonyme hierzu sind Eloge und Lobgedicht.

## Geschichte

### Klassische Historie
Belegt ist der Ausdruck bereits bei Goethe und Friedrich Rückert.
Karl Ernst Georges unterteilte 1910 die Schmähgedichte in unterschiedliche Arten:
- carmen probrosum: Ein Gedicht, das Schimpf u. Schande bringt.
- carmen famosum: Ein Gedicht, das üblen Ruf bringt.
- carmen maledicens oder maledicum: Ein Gedicht in schmähenden Äußerungen.
- carmen refertum contumeliis alcis: Ein mit schmachvollen Ausdrücken auf jemanden angefülltes Gedicht.

### Neumoderne Geschichte
Aus neuzeitlicher Perspektive erlangte das Wort im Jahr 2016 eine Renaissance durch den Satiriker und Fernsehmoderator Jan Böhmermann. Der titulierte eine lyrische Dichtung mit dem Determinativkompositum von Gedicht und Schmähen. Thema des Verses war der türkische Präsident Recep Tayyip Erdoğan, der daraufhin über seinen Anwalt die Unterlassungsklage vor der deutschen Gerichtsbarkeit anstrengte. Die neuerrungene Bekanntheit des Wortes veranlasste den Duden, die Bezeichnung zusammen mit 5000 weiteren Wörtern in ihrem Sammelwerk aufzunehmen.